# Marble
Marble és un programa lliure similar al conegut Google Earth. Efectivament, Marble és també una aplicació que mostra mapes en un globus terraqüi amb diferent grau de detall. Marble té algunes característiques de més i altres de menys que Google Earth.
Està programat amb biblioteques Qt4 (millor per a entorns KDE) i amb ell es pot consultar el mapa geogràfic del món en diversos modes incloent, per exemple, un mode que mostra el mapa geogràfic del món l'any 1689.
Un dels avantatges que té el Marble davant el Google Earth és que Marble no requereix acceleració gràfica per funcionar. Per altra part, està en continu desenvolupament i ja s'ha aconseguit suport de mapes en línia gràcies a OpenStreetMap. Amb això, Marble pot interpretar fitxers kml, que són els que fa servir el Google Earth/Google Maps.